# Tokugava Josinobu

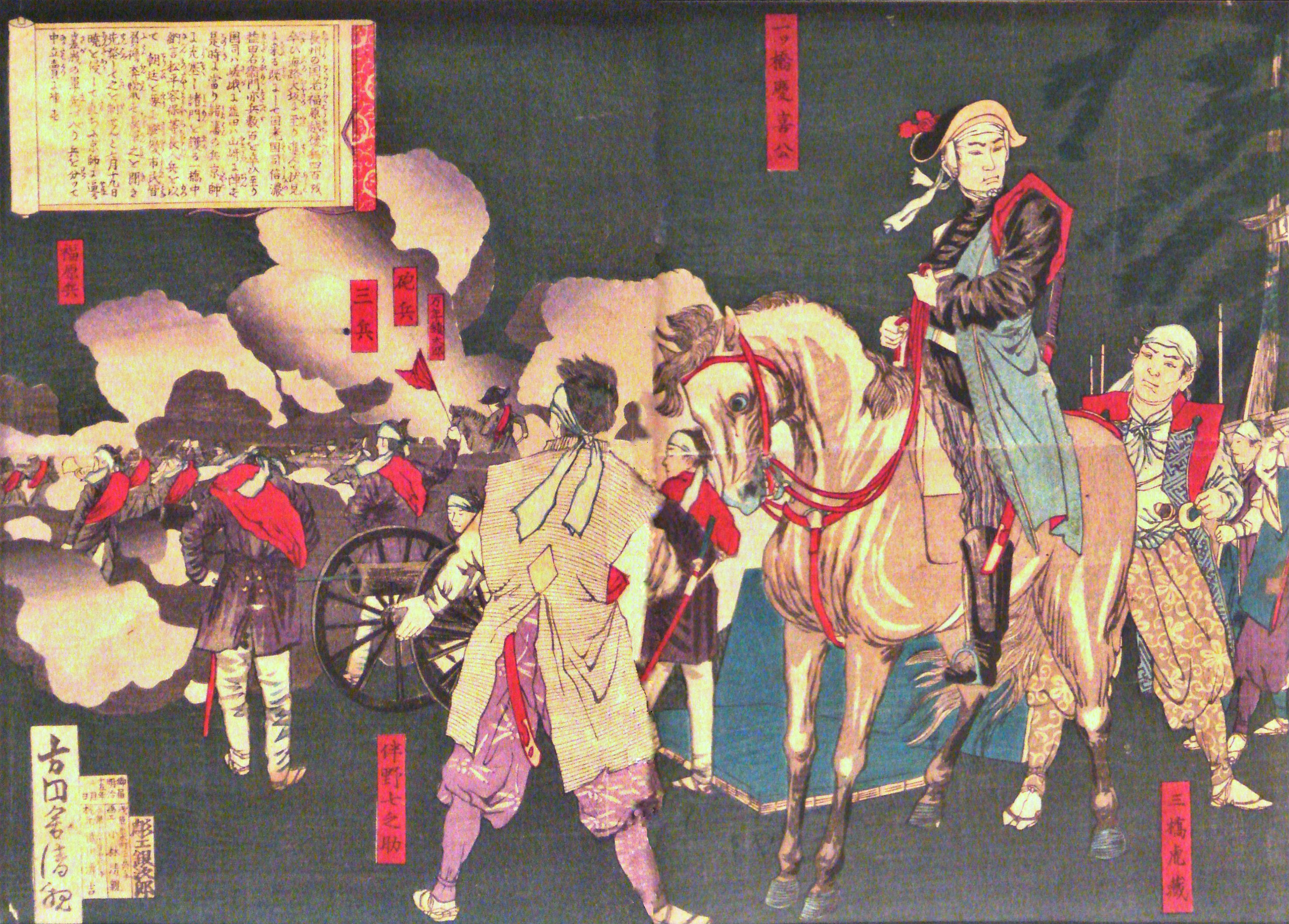
Josinobu az oszakai vár védelmét vezeti

Tokugava Josinobu (徳川 慶喜; Hepburn: Tokugawa Yoshinobu; 1837. október 28. – 1913. november 22.) a japán Edo-bakufu 15. és egyben utolsó sógunja volt. A sógunátus megújítását célzó, utóbb elbukó reformmozgalom részese volt, uralkodása csupán egy évig tartott. 1867-ben, a Bosin-háború kitörése után lemondott és átadta a hatalmat Meidzsi császárnak, majd visszavonult és élete hátralévő részét a nyilvánosságot kerülve élte le.

## Fiatalkora
Josinobu a Mito han területén született Tokugava Nariaki hetedik fiaként, Macudaira Sicsiróma néven. Mito a goszanke, vagyis a Tokugava család három sógunná választható ágának egyike volt. Kemény nevelésben részesült, spártai körülmények és szoros felügyelet alatt nevelték fel. Irodalmi és harcművészeti oktatást kapott, valamint megtanították a politika és a kormányzás alapelveire.
Apja ösztönzésére Sicsirómát örökbe fogadta a Hitocubasi-Tokugava család, hogy nagyobb esélye legyen sógunná válni. 1847-ben ő lett a család feje, és ugyanebben az évben kapott udvari rangot és pozíciót, valamint felvette a Josinobu nevet. Tokugava Ieszada, a 13. sógun halála után Josinobut lehetséges örökösnek tartották számon. Támogatói felnőtt korát, a családi ügyek intézésében már addig felmutatott képességeit és rátermettségét hozták fel mellette szóló érvként, azonban az utódlási harcból az Ii Naoszuke által vezetett párt került ki győztesen és az ő jelöltjük, a Kii-Tokugava házból származó, még gyermekkorú Tokugava Jositomi lett az új sógun, Iemocsi néven. Nem sokkal később, az anszei tisztogatás során Josinobut és támogatóit házi őrizetbe helyezték, Josinobut pedig kényszerítették, hogy lemondjon a Hitocubasi-család
családfői pozíciójáról.
Ii Naoszuke a sóguni kormányzat konzervatív frakciójának vezetőjeként próbálta a sóguni tekintélyt helyreállítani, az egység érdekében pedig keményen lépett fel politikai ellenfeleivel szemben (Anszei-tisztogatások), amellyel persze sok ellenséget szerzett magának. Az ellene 1860-ban elkövetett s az életét követelő merénylet után Andó Nobumasza lett a kormány vezetője, aki ellen szintén merényletet követtek el 1862-ben, amit bár túlélt, a politikai karrierjének vége lett.
Ezt követően a sóguni kormány válsághelyzetében előretörtek a reformpártiak, Josinobut visszahelyezték a Hitocubasi-család élére és a sógun védelmezője (将軍後見職; Hepburn: shōgun atomi-shoku, ’sógun atomi-soku’) pozíciójára jelölték, amelyet nem sokkal később meg is kapott. Ezzel egy időben két legközelebbi szövetségese, Macudaira Josinaga és Macudaira Katamori szintén magas pozíciókba kerültek; Josinaga lett a politikai ügyek vezetője (政治総裁職; Hepburn: seiji sōsai shoku, ’szeidzsi szószai soku’), Katamori pedig Kiotó védelmezője (京都守護職; Hepburn: Kyoto Shugoshoku, ’Kjóto sugosoku’). Hárman közösen sokat tettek azért, hogy a politikai feszültséget megszüntessék Kiotó térségében és szövetségesek gyűjtöttek a Csósú han lázadásának leverésére. Egyúttal a császári ház és a sógunátus közötti kibékülést hirdető kóbu-gattai párt fontos tagjaivá váltak. 1864-ben Josinobu vezette a császári palota védelmét és főként Aizu és Szacuma csapatainak segítségével legyőzte a Csósú han erőit, amelyek a palota Hamaguri kapujánál akartak betörni.

## Sógunként
Iemocsi 1866-os halálát követően Josinobut választották meg utódjául, aki a bakufu 15. sógunja lett. Ő volt az egyetlen olyan sógun, aki egész uralkodása alatt nem tartózkodott Edo területén, sógunként sosem járt az edói várban. Miután átvette a hatalmat, azonnal jelentős változtatások történtek, mivel jelentős kormányzati lépésekre került sor a sógunátust megerősítő reformok bevezetése érdekében. A diplomácia területén szakított az addigi szokással, ami a külföldi diplomatákat a japán szokás szerint tatamin térdelésre kényszerítette tárgyalás közben. Nyugati stílusú fogadószobában tárgyalt velük székeken ülve, francia szakács által készített ételeket kínálva, ami akkora kontraszt volt a korábbi tapasztalatokhoz képest, hogy a nyugati követek el voltak ragadtatva. Katonailag fontos volt számára a Második Francia Császárság támogatásának megszerzése, a Jokoszuka fegyvergyár létrehozása Leonce Verny alatt és egy francia katonai misszió érkezése, hogy modernizálják a bakufu haderejét.
A korábban már megreformált sóguni hadsereget és hadiflottát igyekeztek megerősíteni a franciák segítségével és katonai felszerelést vásároltak az Amerikai Egyesült Államoktól. Sokan úgy tartották, hogy a sógunátus újra megerősödik. Az akkor már a sóguni rendszer ellenfeleinek számító szacumaiak is attól féltek, hogy Josinobu hatalomba kerülése évekkel elodázhatja a sógunátus megdöntését, de ekkor már túl késő volt. Sajátos módon éppen a külföldi diplomaták – akik le voltak nyűgözve a Josinobu által elhozott változásoktól – siettették a bukását: az új helyzetben elővették a korábban már zátonyra futott, bár a szerződésekben szereplő Hjógo (a mai Kóbe) kikötője megnyitásának kérdését, amit a néhai császár határozottan ellenzett, így nem lett belőle semmi. Josinobu két tűz közé szorult: a Kómei császár akaratára hivatkozó és Hjógo megnyitásáról hallani sem akaró belső ellenzéke és a kikötő megnyitását egyre inkább a legfontosabb diplomáciai célként megélő külföldi diplomaták követelései nem voltak kibékíthetőek. Az egyre feszültebb helyzetben a sógun elfogadta a szacumai és csósúi ösztönzésre a toszai uradalom által benyújtott memorandumban foglaltakat és 1867 november 9-én a kiotói Nidzsó-kastélyban összehívott feudális nagyurak előtt lemondott a hatalomról, szimbolikusan visszaszolgáltatva azt a császárnak (taiszei-hókan 大政奉還).

## Bosin-háború

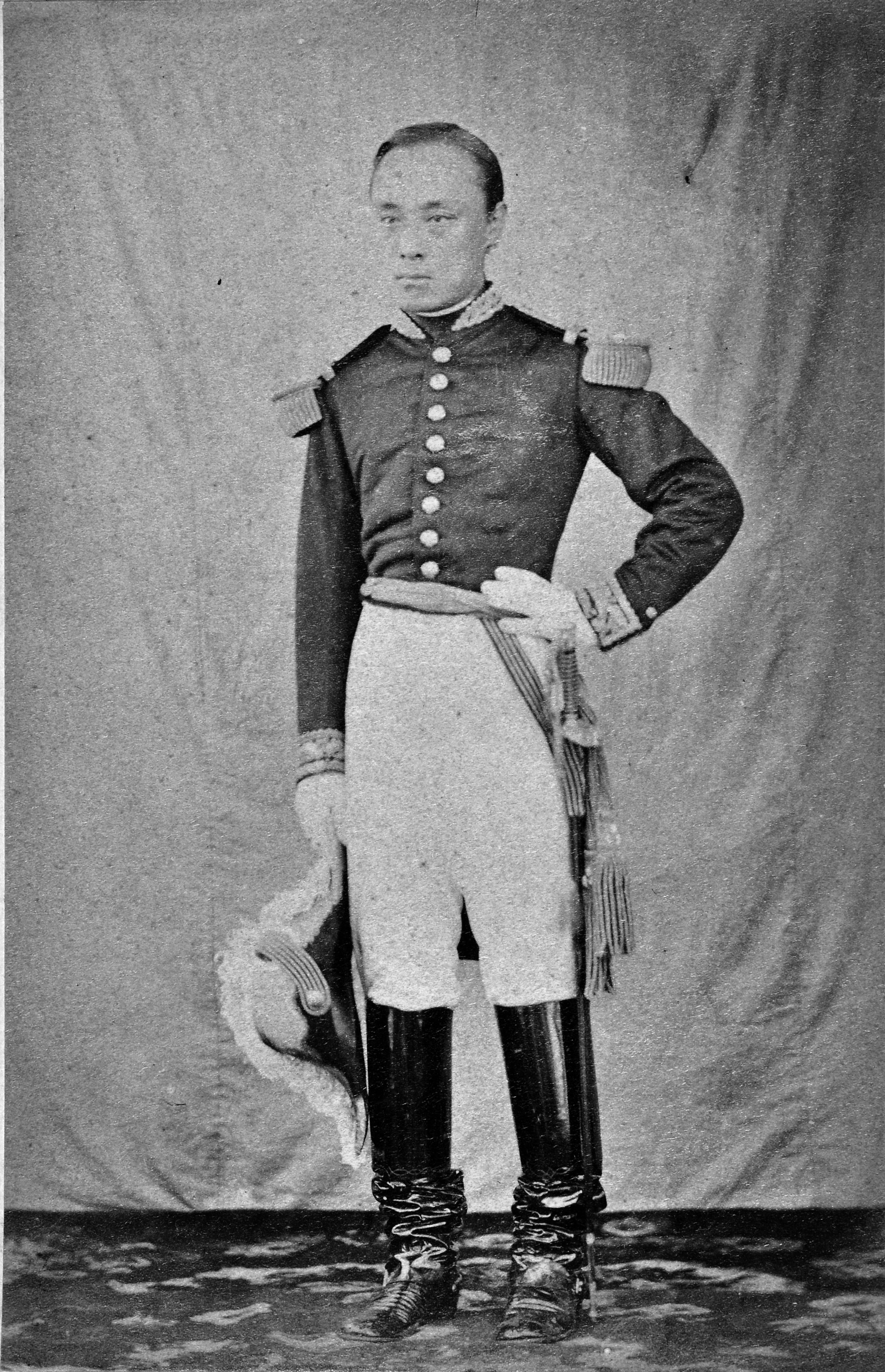
Josinobu francia katonai egyenruhában, 1867-ben

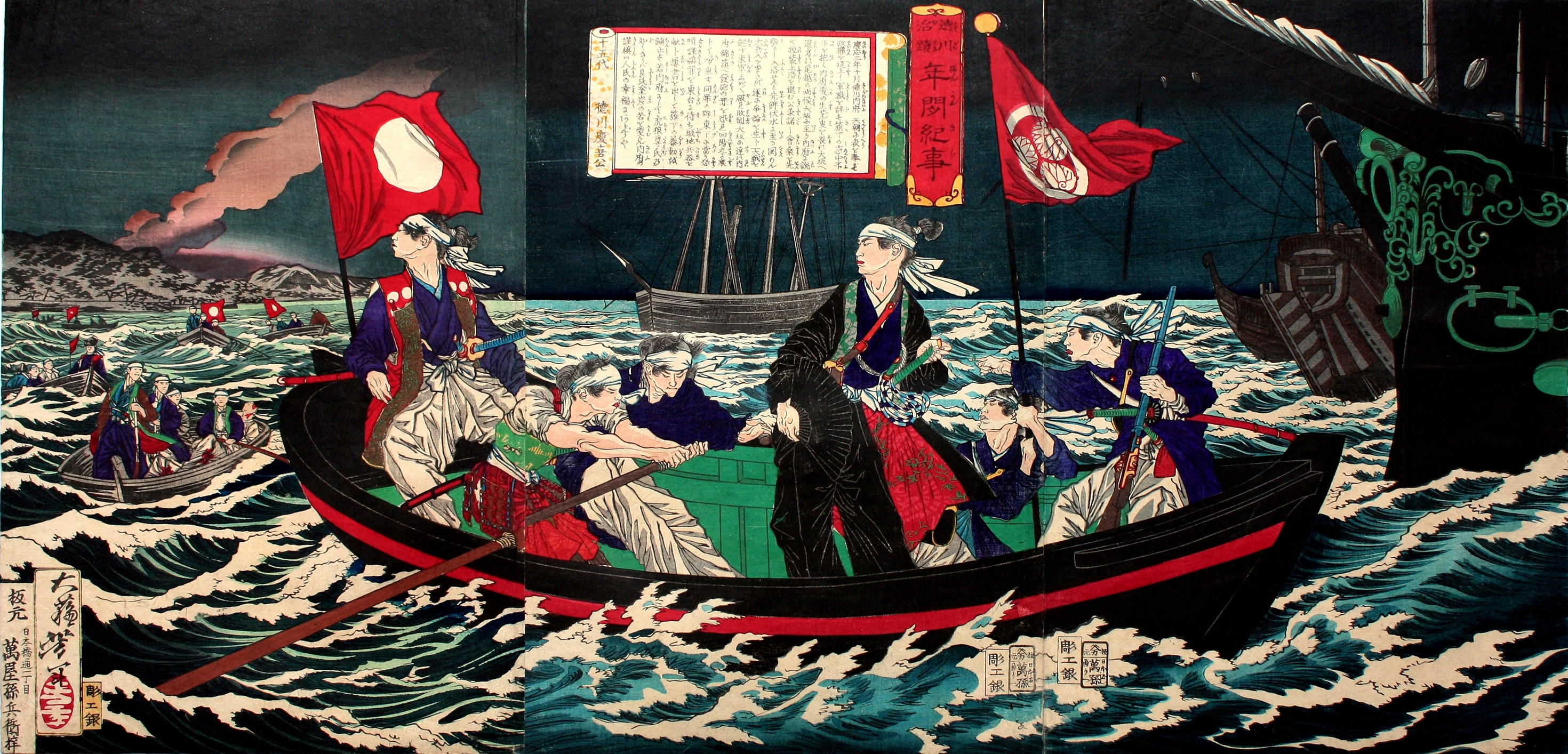
Josinobu elmenekül a Toba-fusimi csatából

A hatalom visszaadása (taiszei-hókan) nyilvánvaló kísérlet volt a sógun részéről, hogy mintegy előremeneküljön, úgy modernizálja a japán politikai vezetést, hogy abban neki magának főszerepe maradjon. A Tokugava család az ország messze legnagyobb földbirtokosa volt, a birtokok urainak nagy részét a korábbi kegyekből fakadó hála kötelezte el feléjük: nem volt alaptalan tehát azt feltételeznie, hogy ha Japánnak új kormánya lesz, annak vezetésére rajta kívül senki mást nem kérhetnek majd fel. Ezt pontosan látta az akkor már a sóguni rendszer ádáz ellenségének számító Szacuma és Csósú birtok vezetése is, ezért úgy döntöttek, lényegében megpuccsolják Josinobut: 1868 január 3-ára gyűlést hirdettek meg a kiotói császári palotába, ahová kizárólag az ügyükkel egyetértő daimjókat és embereiket hívták meg, s amely találkozón részt vett maga a fiatal császár is, mintegy szentesítve minden ott születő döntést. Ezen a találkozón megválasztották az új kormányzatot, amelybe természetesen egyetlen Tokugava-oldali személy sem került be, majd pedig felszólították a Tokugava családot, hogy valamennyi birtokát, amelyeket értelmezésük szerint addig is csak mint császári adományt birtokolhattak, szolgáltassák vissza az uralkodónak. Ez a sóguni család teljes hatalomból való kizárásán túl gyakorlatilag a földönfutóvá tételét is jelentette, joggal nevezhető tehát egyfajta puccsnak, ami érthetően mérhetetlenül felháborította a Tokugava-vazallusok táborát.
Josinobu ellenezte a döntést és tiltakozólevelet írt, amelyet Aizu, Kuvana és a többi északi han embereinek sürgetésére, valamint a Szacuma-Csósú katonák nagyszámú jelenléte miatt jelentős katonai kísérettel indított útnak a császári udvarba. Ezt a lépést természetesen minden fél agresszióként fogta fel, tisztában lévén azzal, hogy a levél átadása csak ürügy a Tokugava-csapatok kiotói behatolására, vagyis ezzel a hadmozdulattal el is kezdődött a majd másfél éven át tartó polgárháború.
A Tokugava erők a két, Ószakából Kiotóba vezető úton indultak a császári főváros felé, amelyek közül az egyik Tobán, a másik Fusimin keresztül vezetett - innen a háború első csatájának a neve, Toba-Fusimi ütközet. Bár a Tokugava haderő létszámbeli fölényben volt, az eltökéltebb és jobban vezetett (az egyik hadoszlop sóguni parancsnokát megvadult lova még a csata elején elragadta, így ő részt venni sem tudott a harcban, a másik pedig az ellenséges erőket meglátva elbarikádozta magát, hagyva, hogy körülvegyék és kifüstöljék onnan) császárpárti haderő megállította, majd visszavonulásra kényszerítette őket.
Josinobu hátrahagyta a csapatait a csata közben, amikor meglátta, hogy a két déli han hadereje császári lobogó alatt harcol és Edóba menekült. Itt önkéntes házi őrizetbe helyezte magát és kinyilvánította szándékát, hogy alávesse magát a császári udvarnak. Egy békeszerződést kötöttek, amiben Tajaszu Kamenoszukét, az egyik Tokugava-ág fiatal fejét örökbe fogadták és az egész család vezetőjévé tették, április 11-én az edói várat átadták a császáriaknak, így a város megmenekült a harcoktól.
Kamenoszukéval együtt (aki a Tokugava Ieszato nevet vette fel) Sizuokába költöztek, ahová évszázadokkal korábban Iejaszu is visszavonult. Ieszato az újonnan létrehozott Sizuoka han daimjója lett, azonban pár évvel később elveszítette a címet, amikor a hanokat megszüntették. A hatamotók egy része követte őt ide, többségük nem tudott megfelelő módot találni, hogy eltartsa magát. Ezért sokuk neheztelt Josinobura, néhányan pedig a halálát kívánták. Josinobu tisztában volt ezzel, és annyira félt a merénylet lehetőségétől, hogy a merénylők megtévesztésére áttervezte alvási szokásait.

## Utolsó évei
Csendes visszavonultságban élte le életét, különféle hobbikba, mint például olajfestés, íjászat, vadászat, fényképészet és biciklizés merülve. Josinobu néhány fotóját dédunokája, Jositomo az elmúlt években publikálta.
1902-ben Meidzsi császár megengedte neki, hogy újra létrehozza a házát, mint a Tokugava-család egyik ága (bekke), és megkapta a legmagasabb nemesi méltóságot, a hercegi címet (kósaku), Japán hűséges szolgálatáért. 1913. november 21-én 16 óra 10 perckor halt meg és a tokiói Jamanaka temetőben temették el.

## Fordítás
- Ez a szócikk részben vagy egészben  a   Tokugawa Yoshinobu című angol Wikipédia-szócikk ezen változatának fordításán alapul.  Az eredeti cikk szerkesztőit annak laptörténete sorolja fel. Ez a jelzés csupán a megfogalmazás eredetét és a szerzői jogokat jelzi, nem szolgál a cikkben szereplő információk forrásmegjelöléseként.